# Mariana Meerhoff
Mariana Meerhoff (sinh ngày 17 tháng 6 năm 1975) là một nhà nghiên cứu và phó giáo sư người Uruguay tại Trung tâm Đại học vùng Tây  của Đại học Cộng hòa (UdelaR). Cô cũng là một nhà nghiên cứu tại Đại học Aarhus và là thành viên của Hội đồng tư vấn và Hội đồng quản trị của Viện nghiên cứu và giáo dục Nam Mỹ về khoa học bền vững và khả năng phục hồi (SARAS). Tương tự như vậy, cô làm việc như một giáo sư cấp 4 của Basic Sciences Development Program  (PEDECIBA), và là Nhà nghiên cứu cấp 2 của Sistema Nacional de Investigadores thuộc Cơ quan nghiên cứu và đổi mới quốc gia (SNI, ANII) của Uruguay. Cô hiện có hơn 70 ấn phẩm các bài báo khoa học trên các tạp chí đánh giá ngang hàng. Năm 2011, cô được công nhận với giải thưởng L'Oréal-UNESCO dành cho phụ nữ trong khoa học cho dự án "Hoạt động của hệ sinh thái trong các vùng nước: tác động của mức độ tác động và mở cửa hệ sinh thái". Vào năm 2015, cô đã nhận được sự công nhận quốc tế về sự xuất sắc chuyên nghiệp về khoa học thuật ngữ (IRPE) và giải thưởng quốc gia Roberto Caldeyro Barcia-PEDECIBA.

## Sự nghiệp học thuật
Năm 18 tuổi (năm 1994), Mariana Meerhoff thi vào Khoa Khoa học của Đại học Cộng hòa để lấy bằng Cử nhân Khoa học Sinh học, cô hoàn thành năm 1998 với chuyên ngành là sinh thái học. Từ năm 1999 đến 2001, cô đã hoàn thành bằng Thạc sĩ Khoa học sinh học (PEDECIBA, UdelaR) do Tiến sĩ Néstor Mazzeo và Tiến sĩ Brian Moss hướng dẫn, với luận án mang tên Hiệu ứng của sự hiện diện của hydrophytes trên cấu trúc của động vật phù du và cá một hồ nước siêu cạn. Năm 2003, cô bắt đầu học Tiến sĩ Khoa học tại Đại học Aarhus ở Đan Mạch, do Tiến sĩ Erik Jeppesen và Tiến sĩ Tom V. Madsen chỉ đạo, kết thúc năm 2006. Luận án của cô có tựa đề Vai trò cấu trúc của các đại thực bào đối với động lực học của các hồ cạn theo kịch bản nóng lên của khí hậu. Năm 2010, cô đã có được bằng tiến sĩ hợp tác giữa Uruguay và Đan Mạch. Cũng trong năm đó, cô trở thành Phó giáo sư tại Trung tâm Đại học khu vực phía Đông, tham gia vào Chế độ cống hiến toàn diện của trường.